# Сент-Люсия на Олимпийских играх
Сент-Люсия принимала участие в 8 летних Олимпийских играх. Дебютировала на Играх в Атланте в 1996 году. С тех пор участвовала во всех летних Играх. В зимних Олимпийских играх Сент-Люсия никогда не участвовала. 
Национальный олимпийский комитет Сент-Люсии образован в 1987 году и признан МОК в 1993 году.
3 августа 2024 года на Олимпийских играх в Париже Жюльен Альфред выиграла золото в беге 100 метров и принесла Сент-Люсии первую олимпийскую медаль во всех видах спорта. 6 августа 2024 года она же выиграла серебряную медаль на дистанции 200 метров.

## Таблица медалей

### Летние Олимпийские игры
| Игры                | Спортсменов | Золото | Серебро | Бронза | Всего | Место |
| ------------------- | ----------- | ------ | ------- | ------ | ----- | ----- |
| 1996 Атланта        | 6           | 0      | 0       | 0      | 0     | —     |
| 2000 Сидней         | 5           | 0      | 0       | 0      | 0     | —     |
| 2004 Афины          | 2           | 0      | 0       | 0      | 0     | —     |
| 2008 Пекин          | 4           | 0      | 0       | 0      | 0     | —     |
| 2012 Лондон         | 4           | 0      | 0       | 0      | 0     | —     |
| 2016 Рио-де-Жанейро | 5           | 0      | 0       | 0      | 0     | —     |
| 2020 Токио          | 5           | 0      | 0       | 0      | 0     | —     |
| 2024 Париж          |             | 1      | 1       | 0      | 2     | —     |
| Итого               | Итого       | 1      | 0       | 0      | 1     |       |